# Giannis Michailidis
Giannis Michailidis (en griego: Γιάννης Μιχαηλίδης; Giannitsa, 18 de febrero de 2000) es un futbolista griego que juega en la demarcación de defensa para el PAOK de Salónica F. C. de la Superliga de Grecia.

## Biografía
Tras empezar a formarse como futbolista con el PAOK de Salónica F. C., finalmente hizo su debut con el primer equipo el 28 de junio de 2020 en un partido de la Superliga de Grecia contra el Aris Salónica FC tras sustituir a Léo Matos en el minuto 94 en un encuentro que finalizó con un resultado de 0-2 a favor del PAOK.

## Selección nacional
Tras haber sido internacional en categorías inferiores, el 7 de octubre de 2020 debutó con la selección absoluta de Grecia en un amistoso ante Austria que perdieron por 2-1.

## Clubes
| Club                   | País   | Año   | Partidos | Goles |
| ---------------------- | ------ | ----- | -------- | ----- |
| PAOK de Salónica F. C. | Grecia | 2020- | 110      | 7     |

## Palmarés

### Títulos nacionales
| Título              | Club                   | País   | Año  |
| ------------------- | ---------------------- | ------ | ---- |
| Copa de Grecia      | PAOK de Salónica F. C. | Grecia | 2021 |
| Superliga de Grecia | PAOK de Salónica F. C. | Grecia | 2024 |